# Comuna de Łączna
Łączna (polaco: Gmina Łączna) é uma gminy (comuna) na Polónia, na voivodia de Santa Cruz e no condado de Skarżyski.
De acordo com os censos de 2006, a comuna tem 5239 habitantes, com uma densidade 84,98 hab/km².

## Área
Estende-se por uma área de 61,65 km², incluindo:
- área agricola: 37%
- área florestal: 56%

## Demografia
Dados de 30 de Junho 2004:
|                      | Total   | Total | Mulheres | Mulheres | Homens  | Homens |
| -------------------- | ------- | ----- | -------- | -------- | ------- | ------ |
|                      | pessoas | %     | pessoas  | %        | pessoas | %      |
| População            | 5259    | 100   | 2619     | 49,8     | 2640    | 50,2   |
| Densidade (pop./km²) | 85,1    | 100   | 42,4     | 42,4     | 42,7    | 42,7   |

De acordo com dados de 2005, o rendimento médio per capita ascendia a 1656,97 zł.

## Comunas vizinhas
- Bliżyn, Bodzentyn, Masłów, Suchedniów, Zagnańsk